# Квас Костянтин Миколайович
Костянтин Миколайович Квас (нар. 3 червня 2005, Червоноград) — український футболіст, нападник львівського «Руху».

## Кар'єра
Костянтин розпочинав кар'єру в «Гірнику» із Соснівки. З 2015 року він виступав за дитячо-юнацькі колективи зі Львова — «Карпати», «Львів» та «Рух». У складі останніх Костянтин грав у юнацькій лізі УЄФА. Він дебютував у дорослому футболі за «Рух-2» 21 жовтня 2023 року, відігравши 1 тайм у матчі другої ліги проти « Дружби». 12 травня 2024 року форвард забив перший гол на дорослому рівні, вразивши ворота «Звягеля». 
9 грудня 2024 року Костянтин дебютував за першу команду «Руху» в Прем'єр-лізі, коли він вийшов на заміну замість Юрія Климчука на 88-й хвилині поєдинку з «Поліссям». Після цієї гри він продовжив тренуватися з першою командою «Руху».